# چکسواری
چکسواری (به انگلیسی: Chakswari) یک منطقهٔ مسکونی در پاکستان است که در کشمیر آزاد واقع شده‌است.